# ایستگاه متروی خزانه
ایستگاه متروی شهید بخارایی، یکی از ایستگاه‌های متروی تهران است که در جنوب تهران قرار دارد.
این ایستگاه که در خط یک مترو تهران واقع شده‌است، پیشتر خزانه نام داشت.